# USS Enterprise (CVN-65)
USS Enterprise (CVN-65) var verdens første atomdrevne hangarskib og det ottende skib i USA's flåde, der bar navnet USS Enterprise. Kølen blev lagt den 4. februar 1958, og skibet blev søsat den 24. september 1960, og det blev officielt taget i brug af den amerikanske flåde den 25. november 1961. USS Enterprise havde hjemsted i Norfolk i delstaten Virginia, og blev taget ud af brug 1. december 2012 efter mere end 51 års tjeneste hvorefter skibet i løbet af en længere årrække skal tømmes for udstyr der kan anvendes på andre skibe og efterfølgende skrottes. Blandt andet er skibets anker og ankerkæder genbrugt på USS Abraham Lincoln (CVN-72).
Det 342,3 meter lange fartøj, som indtil sin skrotning stadigvæk var et af verdens største skibe, var oprindelig planlagt som det første af en serie på seks, men produktionsomkostningerne blev langt større end forudset; de øvrige fem skibe kom ikke længere end til tegnebordet, så USS Enterprise er fortsat det eneste skib i sin klasse.
USS Enterprise var udstyret med otte Westinghouse A2W-reaktorer på 35.000 akselhestekræfter (26 MW) hver. Disse reaktorer er en videreudvikling fra S3W-reaktoren til ubåde. De nyere Nimitz-klassen hangarskibe anvender to større A4W-reaktorer på 140.000 akselhestekræfter (104 MW) hver. Otte små reaktorer er tungere og dyrere end to store reaktorer.
USS Enterprise (CVN-65) blev afløst af USS Gerald R. Ford (CVN-78), der blev indsat i aktiv tjeneste i 2022. 

## I populærkultur
Enterprise var den primære setting for den populære film Top Gun udgivet i 1986. Instruktør Tony Scott filmede den egentlige flyvning ombord på skibet og indarbejdede dem i filmens plot.

## Eksterne links
1. ↑  Jane's American fighting ships of the 20th century, New York: Mallard Press, 1991, ISBN 0-7924-5626-2
2. ↑  cnn.com: Carrier turns donor: USS Enterprise gives anchor to USS Lincoln

- USS Enterprise webpage

36°58′49″N 76°26′18″V / 36.980164°N 76.438364°V